# I romanzi del disco giallo
I romanzi del disco giallo è una collana di narrativa gialla pubblicata dalla Casa Editrice Nerbini.
Una prima serie di questi libri fu pubblicata negli anni 1940-1941, e comprende 26 numeri, che apparvero in volumi assai somiglianti nella veste editoriale ai Gialli Economici Mondadori;
Agnelli - Bartocci - Rosellini fanno notare lo scrupolo con cui, specialmente nella seconda parte di questa prima serie, l’editore osserva la disposizione del Ministero della Cultura Popolare di alternare un autore straniero uno italiano.
| Numero | Autore                 | Titolo                          |
| ------ | ---------------------- | ------------------------------- |
| 1      | Ramon De Vargas        | La vipera nera                  |
| 2      | Enzo Gemignani         | La morte a cavallo              |
| 3      | Alfredo Pitta          | L’idolo di Rankanava            |
| 4      | Pietro Mormino         | Il serpente di giada            |
| 5      | Giorgio Lussi          | L’enigma della camera N. 7      |
| 6      | William Edward Vickers | Il falco                        |
| 7      | Cesare Solini          | L’alleato solitario             |
| 8      | Raymond Knotts         | Il tamburo fantasma             |
| 9      | A. Valdera             | L’uomo che fu ucciso due volte  |
| 10     | V.W. Mason             | La flotta dimenticata           |
| 11     | Anna Katharine Green   | Il mistero della villa accanto  |
| 12     | Enzo Gemignani         | L’albergo dell’impiccato        |
| 13     | J. S. Fletcher         | La metropoli minacciata         |
| 14     | Giorgio Lussi          | Il fantasma di Lodz             |
| 15     | Louis Tracy            | L’eredità fatale                |
| 16     | Romualdo Natoli        | L’uomo e la folla               |
| 17     | John Goodwin           | Il vampiro                      |
| 18     | Edilio Napoli          | Il padiglione della morte       |
| 19     | Carolyn Wells          | La catena delle prove           |
| 20     | Guglielmo Somalvico    | Gli occhi di gatto              |
| 21     | Edwin Dial Torgerson   | La maledizione della mano morta |
| 22     | Romualdo Natoli        | Il marchio di Giuda             |
| 23     | Michael OʼMalley       | L’alibi perfetto                |
| 24     | Vincenzo Baggioli      | Il misterioso Signor F.V.       |
| 25     | Paul Rosenhayn         | Il morto che telefona           |
| 26     | Lorenzo Fiamma         | S.O.S. ... siamo uomini         |

Una seconda serie fu pubblicata dal 1941 al 1943 e consiste ancora di 26 numeri, contraddistinti da una numerazione romana. La serie viene poi ristampata dal 1942 con lo stesso formato ma il diciottesimo volume
Il fabbricante di meraviglie viene sostituito da Il ragno nero.
Più esattamente
il n. XVII del novembre 1942 annuncia "di prossima pubblicazione" Il ragno nero di Enzo Gemignani, ma il numero XVIII del dicembre 1942 invece è Il fabbricante di meraviglie di Vasco Mariotti che viene indicato nella lista in tutti i numeri successivi della prima edizione fino al numero XXV del luglio 1943 e in una edizione non databile del numero XXVI.
Il ragno nero compare invece nei numeri VII, VIII della seconda edizione (febbraio-marzo 1943) e in una ristampa del numero I che riporta tutti i primi 22 numeri e che quindi probabilmente è databile intorno al marzo 1943, ma ha avuto una vera edizione nel 1942.

## Elenco per numero
| N.    | Titolo italiano              | Autore                 | Data di pubblicazione     |
| ----- | ---------------------------- | ---------------------- | ------------------------- |
| I     | L’isola di Eva               | Edgar Wallace          | maggio 1941               |
| II    | La camera tragica            | Enzo Gemignani         | giugno 1941               |
| III   | Il seggio maledetto          | Gaston Leroux          | luglio 1941               |
| IV    | Il mistero del poligono      | Romualdo Natoli        | agosto 1941 (agosto 1942) |
| V     | Il fantasma verde            | Robert Heymann         |                           |
| VI    | La catena spezzata           | Vasco Mariotti         |                           |
| VII   | Il collezionista di cadaveri | Guglielmo Somalvico    | (gennaio 1943)            |
| VIII  | Il demone asiatico           | Memi De Sartori        | (febbraio 1943)           |
| IX    | L’ultimo convegno            | Paolo Lorenzini        | marzo 1942                |
| X     | Un delitto al Circolo Polare | E. Italo Testa         | aprile 1942               |
| XI    | Mersinah, la leonessa        | Enzo Gemignani         | maggio 1942               |
| XII   | La bara di vetro             | A. Valderas            | giugno 1942               |
| XIII  | Il banchiere scomparso       | Gert Gil               | luglio 1942               |
| XIV   | Sangue sulle rotaie          | Edilio Napoli          | agosto 1942               |
| XV    | La mercantessa di emozioni   | Vasco Mariotti         | settembre 1942            |
| XVI   | Il delitto invisibile        | Guglielmo Somalvico    | ottobre 1942              |
| XVII  | L’ombrello verde             | Giorgio Lussi          | novembre 1942             |
| XVIII | Il fabbricante di meraviglie | Vasco Mariotti         | dicembre 1942             |
| XVIII | Il ragno nero                | Enzo Gemignani         |                           |
| XIX   | Baci e spari                 | Frank F. Braun         | gennaio 1943              |
| XX    | L’uomo vestito di grigio     | Arnould Galopin        | febbraio 1943             |
| XXI   | La torcia umana              | Guglielmo Somalvico    |                           |
| XXII  | L’uomo senza corpo           | Antonino Prestigiacomo | aprile 1943               |
| XXIII | L’impossibile verità         | Carlo Martinelli       | maggio 1943               |
| XXIV  | La falce                     | Louis Vetter           | giugno 1943               |
| XXV   | Il delinquente tascabile     | Guglielmo Somalvico    | luglio 1943               |
| XXVI  | Taifun, lo stallone          | Arne Rex               |                           |